# كوبه قران (سقز)
قرية كوبه قران (بالكردية: کووپەقڕان) هي إحدى القرى التابعة لـكولتبه في ريف قسم زيويه من مقاطعة سقز، في محافظة كردستان الإيرانية.

## السكان
حسب إحصاءات سنة 2006، بلغ إجمالي السكان في كوبه قران 208 نسمة وعدد المساكن 39 مسكن. لغة سكان كوبه قران هي اللغة الكردية و هم من أهل السنة والجماعة والمذهب الشافعي.